# Michelle Williams (nuotatrice)
Michelle Williams, nota anche come Michelle Toro (Pretoria, 2 gennaio 1991) è una nuotatrice canadese, nata in Sudafrica.

## Biografia
Possiede il passaporto canadese e sudafricano.

## Carriera
Ha fatto parte della staffetta che ha vinto la medaglia di bronzo nella 4x100m stile libero alle Olimpiadi di Rio de Janeiro 2016.

## Palmarès
- Giochi olimpici

Rio de Janeiro 2016: bronzo nella 4x100m sl.
- Mondiali in vasca corta

Windsor 2016: oro nella 4x50m sl e bronzo nella 4x50m sl mista.
- Giochi Panamericani

Toronto 2015: oro nella 4x100m sl.
- Giochi del Commonwealth

Glasgow 2014: bronzo nella  4x100m sl e nella 4x100m misti.